# Wetenschappelijk en Technisch OnderzoeksCentrum voor Diamant
Het Wetenschappelijk en Technisch OnderzoeksCentrum voor Diamant (WTOCD) is in 1977 opgericht in het kader van de Besluitwet De Groote om de Belgische sierdiamantsector wetenschappelijke en technologische assistentie te verlenen. 

## Missie
Haar missie is het bijstaan van de Belgische diamantsector, zowel handel als nijverheid, om hun competitiviteit te verhogen door het ter beschikking stellen van hoogtechnologische oplossingen. Het WTOCD biedt een waaier van mogelijkheden aan op gebied van ontwikkeling, scouting en implementatie van nieuwe technologie voor het produceren van diamanten van top kwaliteit.

## Ontwikkelingen
Voorbeelden van ontwikkelingen door WTOCD zijn D-Screen (screening naar potentieel synthetisch en HPHT kleur verbeterd geslepen diamant), AvalonPlus (in-proces meten van facetzoetheid en -geometrie), EOSFancy (automatisch snijden van fantasie slijpvormen), Morgana (snelle en nauwkeurige uitlijning van tang, tangplaat en slijpmolen), Reflex (nauwkeurig meten van hoeken en afmetingen van geslepen diamant) en Wasasonafhankelijk Slijpen (nieuwe revolutionaire slijptechniek).